# St-Bernard (Dijon)

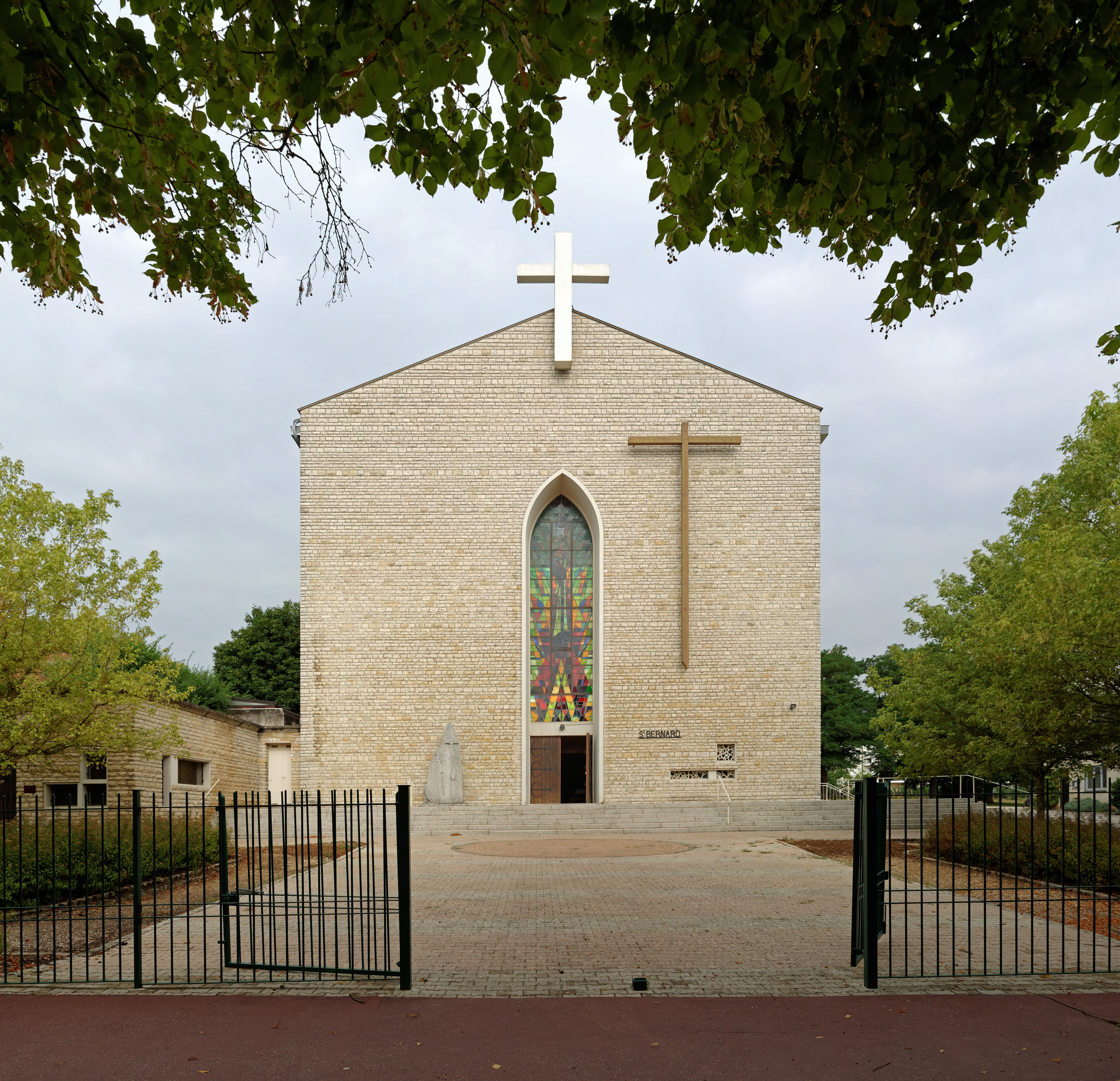
St-Bernard (Dijon)

Die Kirche Saint-Bernard ist eine römisch-katholische Pfarrkirche von Dijon im Département Côte-d’Or in Frankreich. Die Kirche gehört zum Dekanat Dijon Centre et Ouest im Erzbistum Dijon.

## Geschichte
Die Kirche Saint-Bernard wurde von 1958 bis 1959 im Viertel Montchapet (12 boulevard Alexandre Ier de Yougoslavie, auf halbem Wege vom Zentrum Dijon nach Fontaine-lès-Dijon) nach den Plänen des Pariser Architekten Alix Sorin als große Hallenkirche gebaut, die mehr als 600 Personen fasst. Das Gewölbe ist 23 Meter hoch. Das Dach ruht auf Betonträgern. Die Wände sind aus Bruchsteinen gemauert. Zwei mal zehn schmale hohe farbige Fenster lassen Licht herein. Zur Kirche gehört die 1992 renovierte Krypta Notre Dame d’Ephèse (Unserer Lieben Frau von Ephesus). Zur Pfarrei gehört seit 2006 die 1966 fertiggestellte Kapelle Saint François d’Assise. 2013 wurde die Pfarrei der Gemeinschaft Sankt Martin anvertraut, die seit 2015 auch die Pfarrei Fontaine-lès-Dijon betreut.

## Ausstattung
Die von Pierre Saby (1950–2017) von 1986 bis 1992 gebaute dreimanualige Orgel hat 35 Register und 2302 Pfeifen.